# Lucjan Szulkin
Lucjan Szulkin (ur. 30 lipca 1911 w Warszawie, zm. 2 lipca 1980) – polski dyplomata.

## Życiorys
Urodził się w 1911 roku. Podczas II wojny światowej przebywał w getcie warszawskim i był tam redaktorem pisma „Polskich Socjalistów”. Po 1945 został urzędnikiem w Ministerstwie Spraw Zagranicznych Polski Ludowej. Był przedstawicielem dyplomatycznym Polski w Szwecji jako attaché prasowy, od kwietnia do grudnia 1953 pozostawał chargé d’affaires ad interim ambasady w Sztokholmie. Publikował w „Zeszytach Historycznych”. 

## Wybrane publikacje
- Polska leży na wschodzie Europy (1939)
- Kryzys kapitalizmu. Kapitalizm a gospodarka kierowana, neosocjalizm a kapitalizm, kapitalizm a nacjonalizm, przyszłość kapitalizmu (1939, współautor: Gaëtan Pirou)
- Na naszej drodze (1945)
- Zdrajcy przed sądem. Sądownictwo specjalne w Polsce (1945)

## Odznaczenia i ordery
- Złoty Krzyż Zasługi (1953)[8]